# Pink Legacy
Le Pink Legacy (qui peut être traduit en Héritage rose) est un diamant rose de 18,96 carats qui a été acheté par le joaillier américain Harry Winston en 2018. Il a été rebaptisé Winston Pink Legacy par la PDG Nayla Hayek. Le diamant a été vendu à la maison d'enchères Christie's à Genève pour 50.375 millions de francs Suisses (50 m$, ou 44 millions d'euros),, soit 2,6 millions de dollars par carat, à l'issue de dix minutes d'enchères entre quatre acquéreurs potentiels. Cette vente  établit un record du monde pour un diamant rose,,.
Pink Legacy a été découvert en Afrique du Sud autour de 1918 et a autrefois appartenu à la famille Oppenheimer, qui dirigeait De Beers. Sa coupe est rectangulaire à coins coupés, et n'a probablement pas été modifiée depuis qu'il a d'abord été taillé en 1920. Il est monté dans un anneau en platine. Il s’est vu décerner par l’Institut américain de gemmologie le plus haut degré (« fancy vivid ») pour l'intensité de sa couleur .
Les diamants « fancy vivid » de plus de dix carats sont pratiquement inconnus des salles de ventes. La pierre a en plus une transparence, une pureté et une brillance exceptionnelles,,.